# Reya Motor Company
Reya Motor Company war ein US-amerikanischer Hersteller von Kraftfahrzeugen.

## Unternehmensgeschichte
Das Unternehmen wurde im Sommer 1917 in Napoleon in Ohio gegründet. Es gehörte zur Napoleon Motors Company. Im gleichen Jahr begann die Produktion von Personenkraftwagen und Lastkraftwagen. Der Markenname lautete Reya. Dies war die Rückwärtsschreibweise von Napoleons Generalmanager Malcolm Hall Ayer. 1918 endete die Produktion.

## Fahrzeuge
1917 war das einzige Jahr, in dem Pkw hergestellt wurden. Die Anzahl blieb gering. Ein Fahrzeug existiert noch.
Lkw entstanden bis 1918.